# オーロラAキナーゼ
オーロラAキナーゼまたはオーロラキナーゼA（オーロラA、英: Aurora kinase A、Aurora A）は、ヒトではAURKA遺伝子にコードされる酵素である。Serine/threonine-protein kinase 6という名称でも知られる。
オーロラAはセリン/スレオニンキナーゼファミリーのメンバーである。正常な細胞増殖には、有糸分裂と減数分裂の過程においてオーロラAが適切に機能することが必要不可欠である。オーロラAは1つまたは複数箇所のリン酸化によって活性化され、その活性は細胞周期のG2期からM期への移行時にピークに達する。

## 発見
オーロラキナーゼは1990年にツメガエルXenpopusの卵のcDNAのスクリーニングから同定された。発見されたキナーゼEg2が、現在ではオーロラAと呼ばれている。しかし、オーロラAの減数分裂や有糸分裂における重要性が認識されたのは1998年になってからであった。

## オーロラキナーゼファミリー
ヒトのゲノムには、オーロラA、オーロラB、オーロラCの3つのオーロラキナーゼファミリーのメンバーがコードされている。一方、ツメガエルXenopus、ショウジョウバエDrosophila、線虫Caenorhabditis elegansのゲノムにはオーロラAとオーロラBのオルソログのみが存在する。
研究が行われているすべての種において、オーロラキナーゼは有糸分裂のさまざまな段階で中心体に局在している。ファミリーのメンバーには、高度に保存されたC末端の触媒ドメインが存在する。一方、N末端ドメインはそのサイズや配列に大きな多様性が存在する。
オーロラAとオーロラBは有糸分裂で重要な役割を果たす。オーロラAは中心体の成熟や分離と関係しており、紡錘体の組み立てや安定性を調節している。オーロラBは染色体パッセンジャー複合体（chromosome passenger complex）のタンパク質で、染色体分離や細胞質分裂を調節している。
オーロラCが染色体パッセンジャー複合体のタンパク質である可能性を示唆する証拠が得られているが、その機能は未解明である。

## 局在
オーロラAはG1期の末とS期の初めに中心体に隣接して局在する。細胞周期が進行すると、オーロラAの濃度は上昇し、紡錘体極やそこに隣接する紡錘体微小管と結合する。オーロラAは終期まで紡錘体に結合したままである。有糸分裂の終了直前に、オーロラAは紡錘体の中心部mid-zoneと呼ばれる領域に再局在する。

## 有糸分裂
有糸分裂の間、紡錘体は微小管を用いて母中心体と娘中心体を結びつけるように組み立てられる。形成された紡錘体はその後、新たな2つの娘細胞への姉妹染色体の分離を推し進める。オーロラAは紡錘体が正しく形成されるために重要であり、紡錘体の形成に重要ないくつかの異なるタンパク質のリクルートに必要である。こうしたオーロラAの標的タンパク質には、中心体微小管を安定化する微小管結合タンパク質であるTACCや、二極型の紡錘体の形成に関与するモータータンパク質であるキネシン5がある。中心体微小管の重合の基礎をなす構造であるγ-チューブリンも、オーロラAによってリクルートされる。オーロラAが存在しない場合、γ-チューブリンの蓄積量は正常な中心体で終期に移行する前にリクルートされる量よりも少なくなる。γ-チューブリンが欠乏していても細胞周期は継続されるが、中心体が完全に成熟することはなく、星状体微小管は通常よりも少なくなる。
さらに、オーロラAは紡錘体が形成された後の中心体の適切な分離にも必要である。オーロラAが存在しない場合、その影響は生物種に依存するが、紡錘体の分離が全く起こらないか、分離を開始するものの自身と再結合することとなる。前者のケースとなるツメガエルXenopusでは、オーロラAはキナーゼNek2と協働して中心体を結び付けている構造を解体することが示唆されている。そのため、オーロラAが適切に発現していない場合、中心体は分離することができない。
また、オーロラAは前中期の間の染色体の適切な組織化と整列を保証している。オーロラAはキネトコアと紡錘体微小管との相互作用に直接関与する。オーロラAはオーロラBと協働してこのタスクを完了すると想定されている。オーロラAが存在しない場合、通常は適切なキネトコア-微小管間結合がなされた場合には消失する、Mad2タンパク質が中期の間も存在し続ける。
さらに、オーロラAは細胞質分裂の完了に寄与し、有糸分裂の終結の調整を補助している。細胞質分裂は、親細胞の細胞質が2つの娘細胞に分割される過程である。細胞質分裂の間、母中心小体は分裂中の細胞の中央体（midbody）に移動し、中心部の微小管を中央体から放出させる。この放出によって、有糸分裂は完了する。オーロラAが細胞質分裂を助ける正確な機構は不明であるが、有糸分裂の完了直前に中央体に再局在化することは十分に裏付けられている。
興味深いことに、RNAiによるオーロラAの欠失は、生物種や細胞種によって異なる変異体表現型を引き起こす。例えば、C. elegansでのオーロラAの欠失は、中心体の分離の直後に迅速に星状体の崩壊を引き起こす。Xenopusでは、欠失によって紡錘体は形成されなくなる。Drosophilaでは、オーロラAを持たないハエでも効率的な紡錘体形成と分離が起こるが、星状体微小管は矮小化する。こうした観察からは、オーロラAのオルソログは多くの異なる種に存在しているが、その役割は類似しているもののそれぞれ少しずつ異なるものである可能性が示唆される。

## 減数分裂
オーロラAによるリン酸化は、MAPキナーゼキナーゼキナーゼタンパク質MOSなどのmRNAに対する細胞質でのポリアデニル化と翻訳を指示する。MOSはXenopusの卵母細胞の減数分裂の完了に重要なタンパク質である。第一減数分裂中期に先立って、オーロラAはMOSの合成を誘導する。MOSタンパク質は閾値を越えるまで蓄積し、その後MAPキナーゼリン酸化カスケードの伝達を行う。このシグナルはキナーゼRSKを活性化し、RSKはMyt1と結合する。RSKと複合体を形成したMyt1はCdc2を阻害することができなくなる。その結果、Cdc2によって減数分裂の開始が許可される。同様のオーロラA依存的過程によって、減数第一分裂から第二分裂への移行も調節されている。
さらに、オーロラAは減数分裂の進行中に二相性の活性化パターンを示すことが観察されている。オーロラAの活性化の変動または位相の変化は、p13SUC1結合プロテインキナーゼとのポジティブフィードバック機構に依存している。

## 臨床的意義
オーロラAの調節異常はがんの発生頻度の高さと関係している。例えば、ある研究ではオーロラAの過剰発現は乳がんの浸潤性組織増殖の94%でみられるが、周囲の健康な組織ではオーロラAの発現レベルは正常であることが示されている。オーロラAはアグレッシブな前立腺がん細胞の上皮間葉転換と神経内分泌分化転換に関与していることも示されている。
オーロラAは細胞質分裂の完了に必要であるため、オーロラAの調節異常はがんにつながる可能性がある。細胞がDNA複製と有糸分裂を開始したものの2つの別個の細胞へ分裂することができない場合、その細胞は正常よりも多くの染色体を含む異数体細胞となる。異数性は多くの癌性腫瘍が持つ形質である。通常は、オーロラAの発現レベルはがん抑制因子であるp53によって抑制されている。
オーロラAの遺伝子を含む染色体領域20q13の変異は、一般的に予後が悪いとみなされている。
肺がんに対する2つの抗がん剤オシメルチニブとロシレチニブは変異型EGFRを遮断することによって機能し、初期には癌性腫瘍に有効であるが、腫瘍は発現パターンの変化を起こし、オーロラAを活性化することで再び癌性増殖を起こすようになる。2018年の研究では、EGFRとオーロラキナーゼの双方を標的とすることで薬剤抵抗性腫瘍の出現が防がれることが報告されている。

## 相互作用
オーロラキナーゼAは次に挙げる因子と相互作用することが示されている。
- MBD3（英語版）[16]
- NME1（英語版）[17]
- P53[18]
- TACC1（英語版）[19][20]
- TPX2[21]
- UBE2N（英語版）[22]

## 関連文献
- “Experimental and computational studies indicate specific binding of pVHL protein to Aurora-A kinase”. J Phys Chem B 114 (3):  1486–97. (January 2010). doi:10.1021/jp909869g. PMID 20047310.
- “Mitotic kinases as regulators of cell division and its checkpoints”. Nat. Rev. Mol. Cell Biol. 2 (1):  21–32. (2001). doi:10.1038/35048096. PMID 11413462.
- “Cell cycle-dependent expression and spindle pole localization of a novel human protein kinase, Aik, related to Aurora of Drosophila and yeast Ipl1”. J. Biol. Chem. 272 (21):  13766–71. (1997). doi:10.1074/jbc.272.21.13766. PMID 9153231.
- “cDNA cloning, expression, subcellular localization, and chromosomal assignment of mammalian aurora homologues, aurora-related kinase (ARK) 1 and 2”. Biochem. Biophys. Res. Commun. 244 (1):  285–92. (1998). doi:10.1006/bbrc.1998.8250. PMID 9514916.
- “Assignment of STK6 to human chromosome 20q13.2→q13.3 and a pseudogene STK6P to 1q41→q42”. Cytogenet. Cell Genet. 79 (3–4):  201–3. (1997). doi:10.1159/000134721. PMID 9605851.
- “Cdc20 associates with the kinase aurora2/Aik”. Proc. Natl. Acad. Sci. U.S.A. 96 (13):  7306–11. (1999). doi:10.1073/pnas.96.13.7306. PMC 22081. PMID 10377410.
- “The mitotic serine/threonine kinase Aurora2/AIK is regulated by phosphorylation and degradation”. Oncogene 19 (42):  4906–16. (2000). doi:10.1038/sj.onc.1203847. PMID 11039908.
- “DNA cloning using in vitro site-specific recombination”. Genome Res. 10 (11):  1788–95. (2000). doi:10.1101/gr.143000. PMC 310948. PMID 11076863.
- “Systematic subcellular localization of novel proteins identified by large-scale cDNA sequencing”. EMBO Rep. 1 (3):  287–92. (2000). doi:10.1093/embo-reports/kvd058. PMC 1083732. PMID 11256614.
- “Interaction and feedback regulation between STK15/BTAK/Aurora-A kinase and protein phosphatase 1 through mitotic cell division cycle”. J. Biol. Chem. 276 (49):  46219–24. (2001). doi:10.1074/jbc.M107540200. PMID 11551964.
- “Mitotic phosphorylation of histone H3: spatio-temporal regulation by mammalian Aurora kinases”. Mol. Cell. Biol. 22 (3):  874–85. (2002). doi:10.1128/MCB.22.3.874-885.2002. PMC 133550. PMID 11784863.
- “Cell-cycle-dependent regulation of human aurora A transcription is mediated by periodic repression of E4TF1”. J. Biol. Chem. 277 (12):  10719–26. (2002). doi:10.1074/jbc.M108252200. PMID 11790771.
- “Aurora-A overexpression reveals tetraploidization as a major route to centrosome amplification in p53-/- cells”. EMBO J. 21 (4):  483–92. (2002). doi:10.1093/emboj/21.4.483. PMC 125866. PMID 11847097.
- “Interaction of the transforming acidic coiled-coil 1 (TACC1) protein with ch-TOG and GAS41/NuBI1 suggests multiple TACC1-containing protein complexes in human cells”. Biochem. J. 363 (Pt 1):  195–200. (2002). doi:10.1042/0264-6021:3630195. PMC 1222467. PMID 11903063.
- “Identification of Aurora kinases as RasGAP Src homology 3 domain-binding proteins”. J. Biol. Chem. 277 (26):  23742–6. (2002). doi:10.1074/jbc.C200121200. PMID 11976319.
- “Human TPX2 is required for targeting Aurora-A kinase to the spindle”. J. Cell Biol. 158 (4):  617–23. (2002). doi:10.1083/jcb.200204155. PMC 2174010. PMID 12177045.
- “Suppression of the STK15 oncogenic activity requires a transactivation-independent p53 function”. EMBO J. 21 (17):  4491–9. (2002). doi:10.1093/emboj/cdf409. PMC 126178. PMID 12198151.